# Soh Jaipil

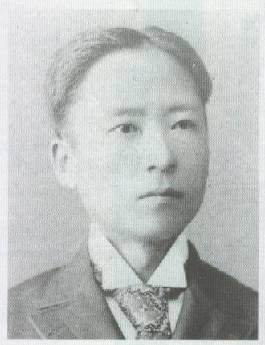

Soh Jaipil, även känd som Philip Jaisohn, född 7 januari 1864 i Boseong, död 5 januari 1951, var en känd koreansk nationalist och journalist.
Soh organiserade Gapsin-kuppen 1884 och deltog i de koreanska reformrörelserna 1896-98, då han grundade den inflytelserika Självständighetsklubben. Under 1880-talet levde han i landsflykt i USA, då han utbildade sig till läkare och blev amerikansk medborgare.
Under japanska ockupationen av Korea levde han åter i landsflykt i USA och återvände först efter andra världskrigets slut. Han avled under Koreakriget.
- Wikimedia Commons har media som rör Soh Jaipil.